# Mjaoendzja
Mjaoendzja (Russisch: Мяунджа) is een nederzetting met stedelijk karakter in het district Soesoemanski van de Russische oblast Magadan. De plaats bevindt zich aan de gelijknamige Mjaoendjazrivier en aan de Kolymatrakt op 15 kilometer ten oosten van de spookstad Kadyktsjan. Er woonden 1.663 mensen bij de volkstelling van 2010, tegen 2.131 mensen bij de volkstelling van 2002 en 5.090 bij de volkstelling van 1989. Bij de plaats bevindt zich de Arkagalinski-elektriciteitscentrale, die de plaats van stroom voorziet en daarnaast fungeert als reservestation van de oblast. Er bevindt zich ook een centrum voor cultuur en sport.
In de Sovjetperiode bevonden zich er ook een fabriek voor bouwmaterialen en een melk- en groentesovchoz.

## Elektriciteitscentrale
In 1935 werd de steenkoollaag Argalinskoje aangetroffen, die het mogelijk maakte om een kolencentrale te bouwen. Bij de plannen voor het eerste tienjarenplan voor de regio rond de Kolyma (1938-1947) werd door Eduard Berzin (1894-1938) sterk ingezet op de winning van elektriciteit. Reeds in 1936 begon de bouw van de kolencentrale Argalinski. In 1940 werd de centrale voltooid door het werk van vele Goelagdwangarbeiders van de Sevvostlag. Na de Tweede Wereldoorlog werd door de Dalstroj ingezet op de bouw van een vijftal waterkrachtcentrales, waaronder die van Argalinski. In 1949 werden de plannen goedgekeurd en in 1950 begonnen de werkzaamheden voor deze centrale aan de oever van de rivier de Mjaoendja, die zevenmaal zoveel kostte als enig ander project dat ervoor was ondernomen door de Dalstroj. De werkzaamheden werden uitgevoerd door het staatsingenieursbureau Teploprojekt uit Leningrad met hulp van het lokale Dalstrojprojekt en bij de bouwwerkzaamheden waren meer dan 3.000 mensen betrokken.
Op 13 januari 1953 werd de eerste eenheid van 25 MW in dienst gesteld (dienstgedaan tot 1996) en in 1954 het hele complex. Voor de bouwwerkzaamheden werden mensen vanuit de hele unie aangetrokken. Een moeilijk punt vormde de aanleg van de stuwdam voor het stuwmeer, die onder condities van permafrost moest worden aangelegd. Al in het eerste jaar ontstonden ijslenzen onder de dam, waardoor het water onder de dam door werd gezeefd. Er werden bevriezingsmachines ingezet en alle holten en scheuren moesten worden opgevuld met leem. Uiteindelijk werden 3 energie-eenheden in dienst gesteld (TES-1 tot TES-3).
Het complex vormt tegenwoordig onderdeel van het staatsbedrijf Magadanenergo. Het draait slechts op een derde van zijn capaciteit, waardoor het alleen de plaats zelf van stroom voorziet.